# Route nationale 24 (Estonie)
Pour les articles homonymes, voir Route nationale 24.
La route nationale 24 (Tugimaantee 24) est une route nationale estonienne reliant Tapa à Loobu. Elle mesure 26 km.

## Tracé
- Comté de Viru-Ouest
  - Tapa
  - Ridaküla
  - Põima
  - Uku
  - Arbavere
  - Loobu